# 야생의 백조

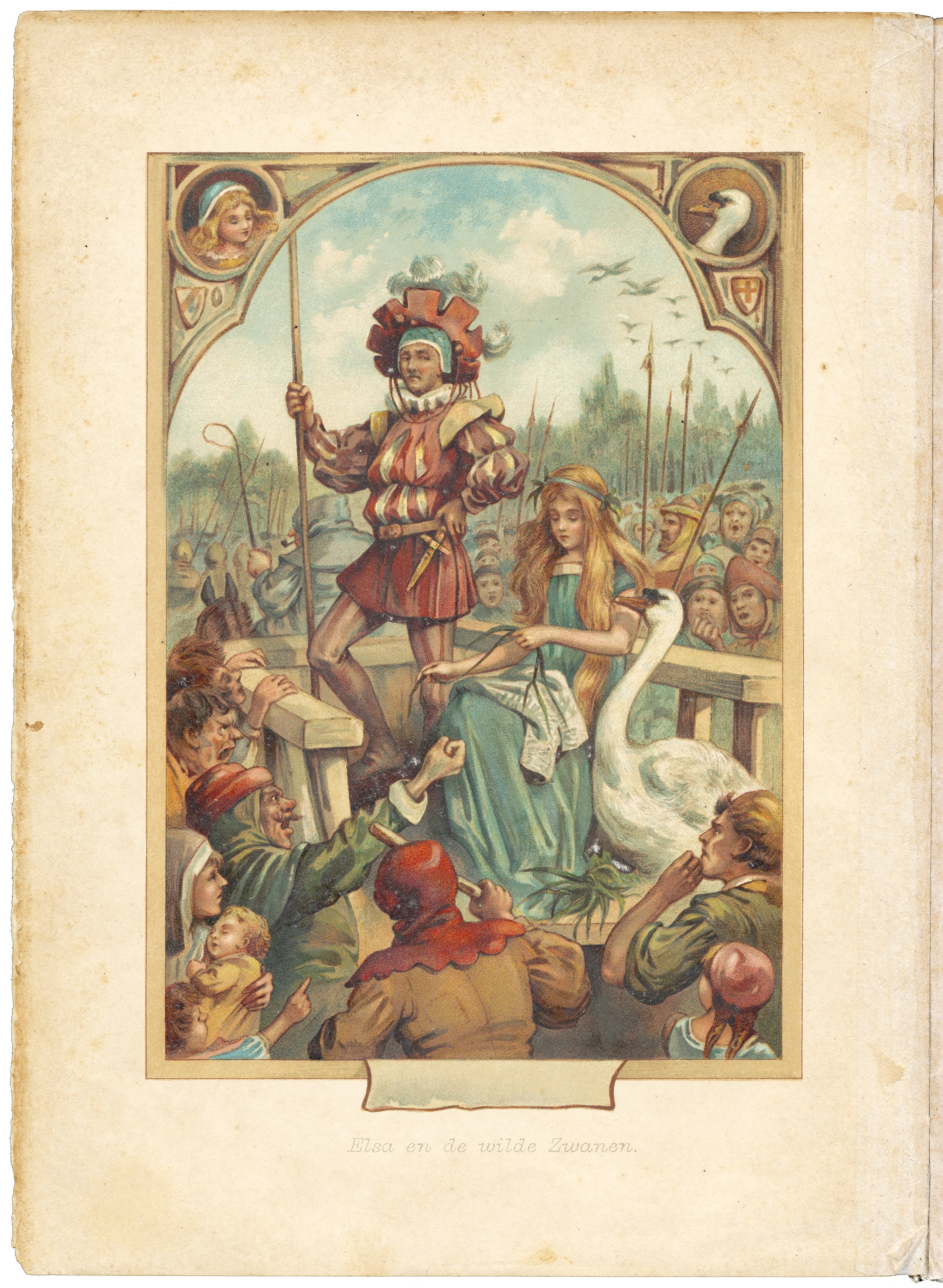
초판 표지 그림

《야생의 백조》(野生의 白鳥, The Wild Swans) 또는 《백조 왕자》(白鳥 王子)는 한스 크리스티안 안데르센이 지은 동화 작품이다. 1838년 10월 2일에 안데르센이 《꿋꿋한 주석 병정》과 함께 발표했다.

## 줄거리
옛날 어느 왕국에 11명의 왕자와 엘리사(Elisa)라는 이름의 공주가 왕, 왕비와 함께 살고 있었다. 어느 날 왕비가 사망하면서 국왕은 재혼하게 된다. 그런데 새 왕비는 마녀였기 때문에 왕자들과 엘리사를 괴롭혔고 왕자들을 백조들로 변신시켰다. 엘리사는 왕궁으로 돌아갔지만 아름답게 성장한 엘리사에 대한 질투를 느낀 왕비는 엘리사의 몸에 호두기름을 묻히고 머리를 헝클어진 모습으로 흉측하게 만들었다. 이 몰골을 본 국왕은 엘리사가 자신의 딸이 아니라고 판단했고 엘리사는 궁전에 쫓겨나게 된다.
정처 없이 길을 걷던 도중에 밤이 되면서 깊은 숲 속에서 잠든 엘리사는 호수에 비친 자신의 얼굴을 보고 놀랐지만 목욕하면 원래의 모습으로 돌아갔다. 다음날 엘리사는 길에서 만난 노파로부터 "왕관을 쓴 11마리의 백조들"에 관한 이야기를 들었고 해안에서 11마리의 백조들을 발견한다. 11마리의 백조들의 정체는 사라진 11명의 왕자들이었다. 왕자들은 해가 뜨면 백조들로 변하고 해가 지면 원래의 모습으로 돌아갔다. 왕자들은 엘리사를 그물 위에 올리고 함께 날아갔다.
엘리사는 왕자들이 원래 모습으로 돌아갈 것을 하느님에게 기도했다. 이 때 천사가 엘리사에게 "쐐기풀을 이용해서 옷을 만들고 왕자들에게 그 옷을 입혀라. 다만 옷을 만드는 동안에는 절대로 어떠한 말을 해서도 안 된다. 그렇지 않으면 왕자들이 모두 죽게 된다."라는 지시를 내렸다. 엘리사는 쐐기풀들을 모아 옷을 짜기 시작했다.
어느 날 사냥 중이던 왕이 엘리사를 보고 마음에 끌리면서 성으로 데리고 왔다. 신하는 왕에게 "이 여자는 마녀임이 틀림없다."라고 말했지만 왕은 이를 무시하고 엘리사와 결혼한다. 엘리사 왕비는 몰래 쐐기풀옷을 만들던 도중에 쐐기풀이 떨어져서 한밤중에 묘지에 쐐기풀을 캐러 간다. 이 모습을 본 신하는 왕에게 엘리사가 마녀로 의심된다고 보고했다. 그리고 마지막 한 장을 뜨다가 다시 쐐기풀을 캐기 위해 묘지로 간 엘리사 왕비를 본 왕은 엘리사 왕비에게 화형을 선고한다.
군중들은 처형장으로 향하는 마차에서도 쐐기풀옷을 만드는 엘리사 왕비를 기분 나쁘게 생각했지만 11마리의 백조들은 엘리사를 지지했다. 처형되기 직전 엘리사가 11장의 쐐기풀옷을 백조들에게 하나씩 던지면서 저주가 풀렸고 백조들은 왕자들로 변신했다. 엘리사는 오랫동안 쌓인 피로로 인해 정신을 잃었지만 큰오빠 왕자가 사람들에게 경위를 설명하면서 엘리사가 갖고 있던 마녀 혐의는 풀리게 된다.